# Руперт Холмс
Дејвид Голдштајн (енгл. David Goldstein; 24. фебруар 1947), познатији као Руперт Холмс (енгл. Rupert Holmes), јесте амерички и британски певач, кантаутор и писац.
Рођен је у Енглеској, а са породицом се преселио у Њујорк, где је његов отац водио војни оркестар и радио као професор у средњој музичкој школи.
Објавио је дебитантски соло албум по имену Widescreen 1974. године. Најпознатији је по хит песми Ескејп — Песма о Пиња Колади (Escape (The Piña Colada Song)) која је објављена крајем седамдесетих година. Песма је била на првом месту листе Билборд хот 100.
Познат је по мјузиклу Тајна Едвина Друда, који је урађен по његовом роману који је освојио три награде Тони, а и сам мјузикл је освојио Тонија у својој категорији. Поред тога, писао је драме, романе и приповетке.

## Дискографија
- Widescreen (1974)
- Rupert Holmes (1975)
- Singles (1976)
- Pursuit of Happiness (1978)
- Partners in Crime (1979)
- Adventure (1980)
- Full Circle (1981)
- Billboard Top Hits 1979 (1991)
- Scenario (1994)
- Epoch Collection (1994)
- Widescreen (1995)
- The Best of Rupert Holmes (1998)
- Rupert Holmes / Greatest Hits (2000)
- Widescreen - The Collector's Edition' (2001)
- Cast of Characters - The Rupert Holmes Songbook (2005)
- The Mystery of Edwin Drood

## Остало

### Позориште
| - Drood (The Mystery of Edwin Drood) - Twelfth Night - Accomplice - The Hamburger Hamlet - Solitary Confinement - Goosebumps - Say Goodnight, Gracie - Thumbs - Marty - Curtains - Swango - A Time to Kill - The Picture of Dorian Gray - The First Wives' Club - Robin and the 7 Hoods - The Nutty Professor - Secondhand Lions: A New Musical | - Remember WENN - Hi Honey I'm Home - No Small Affair - Five Savage Men - A Star Is Born - Art in Heaven - The Christmas Raccoons - Swing - Where the Truth Lies - The McMasters Guide to Homicide: Murder Your Employer |